# Saraca hullettii
Saraca hullettii är en ärtväxtart som beskrevs av David Prain. Saraca hullettii ingår i släktet Saraca och familjen ärtväxter. Inga underarter finns listade i Catalogue of Life.